# Serpens (exogeologia)
En astrogeologia, serpens (plural serpentes, abr. SE) és una paraula llatina que significa «serp» que la Unió Astronòmica Internacional (UAI) utilitza per indicar una característica superficial en la qual es succeeixen estiraments sinuosos amb alçada positiva i estiraments amb una alçada negativa en comparació amb la zona circumdant.
Des d'un punt de vista geològic, es creu que aquest tipus de formació era el fons d'un riu o un canal de lava a on va haver fenòmens de erosió o cementació diferenciada.
L'única estructura fins ara oficialment classificada com a serpens és l'Aeolis Serpens a Mart.
| Serpens        | Latitud | Longitud | Diàmetre (km) | Epònim                                       | Referències |
| -------------- | ------- | -------- | ------------- | -------------------------------------------- | ----------- |
| Aeolis Serpens | 1,38 S  | 149,57 E | 538,55        | Nom clàssic de les característiques d'albedo | 15031       |